# بافومت

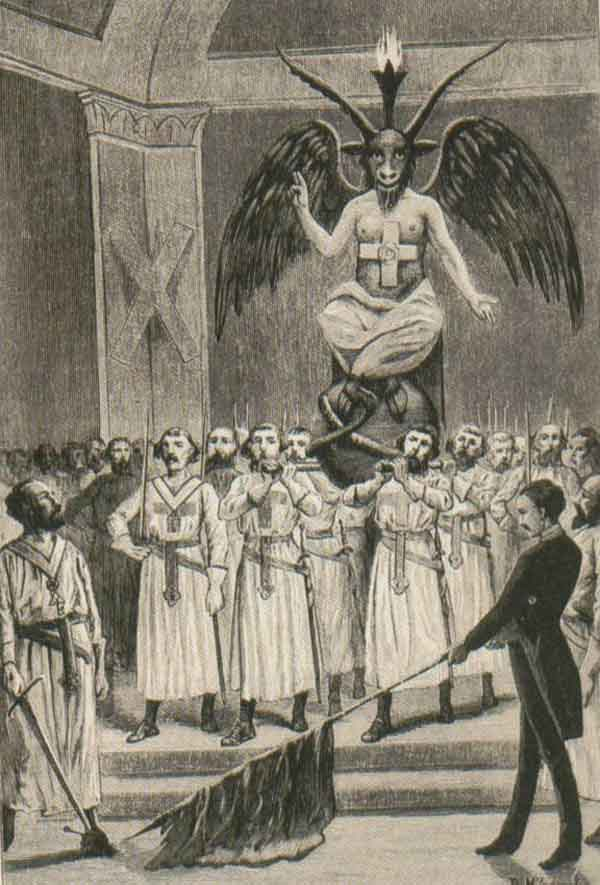
اعتقادات ظهرت في القرن التاسع عشر الميلادي ترى أن الماسونيون يعبدون بافومت

بافومت أو بفومت (من اللاتينية القروسطية: Baffumettus، Baffometi، وبالأوكيتانية: بافومت أو بافومتز) وثن اتُّهِم فرسان المعبد بعبادته، ثم أُدخِل في التراثات الباطنية والأسرارية. ظهر اسم بافومت في نصوص محكمة التحقيق في شأن فرسان الهيكل السبعة، كان بافومت تحريفا فرنسيا لإسم نبي الإسلام محمد خلال الحملات الصليبية، ورُسِمَت هيئته علي شكل ماعز ليرمز للشيطان، حيث كان يعتقد المسيحيون في أوروبا خلال العصور الوسطى بأن المسلمين وثنيين ويعبدون وثن يُدعي محمد.
ابتداءً من عام 1307. لم تشتهر الكلمة على اللسان الإنكليزي إلا في القرن التاسع عشر في خلال المحاورات والتفكر في أسباب قمع فرسان المعبد.
منذ عام 1856، ارتبط اسم بافومت بصورة «الماعز السبتي» التي رسمها إليفاس ليفي، وفيها عناصر ثنائية تمثل «ترميزًا لتوازن الأضداد» (مثال: نصف بشر ونصف حيوان، الذكر والأنثى، الخير والشر، المفعّل والمعطّل، إلخ). كانت نية ليفي من جهة أن يصور مفهومه عن التوازن الذي كان أساسيًّا في فكرته المغناطيسية عن الضوء النجمي، ومن جهة أخرى، يمثّل بافومت تراثًا ينبغي أن يؤدي إلى نظام مجتمعي مثالي.

## التاريخ

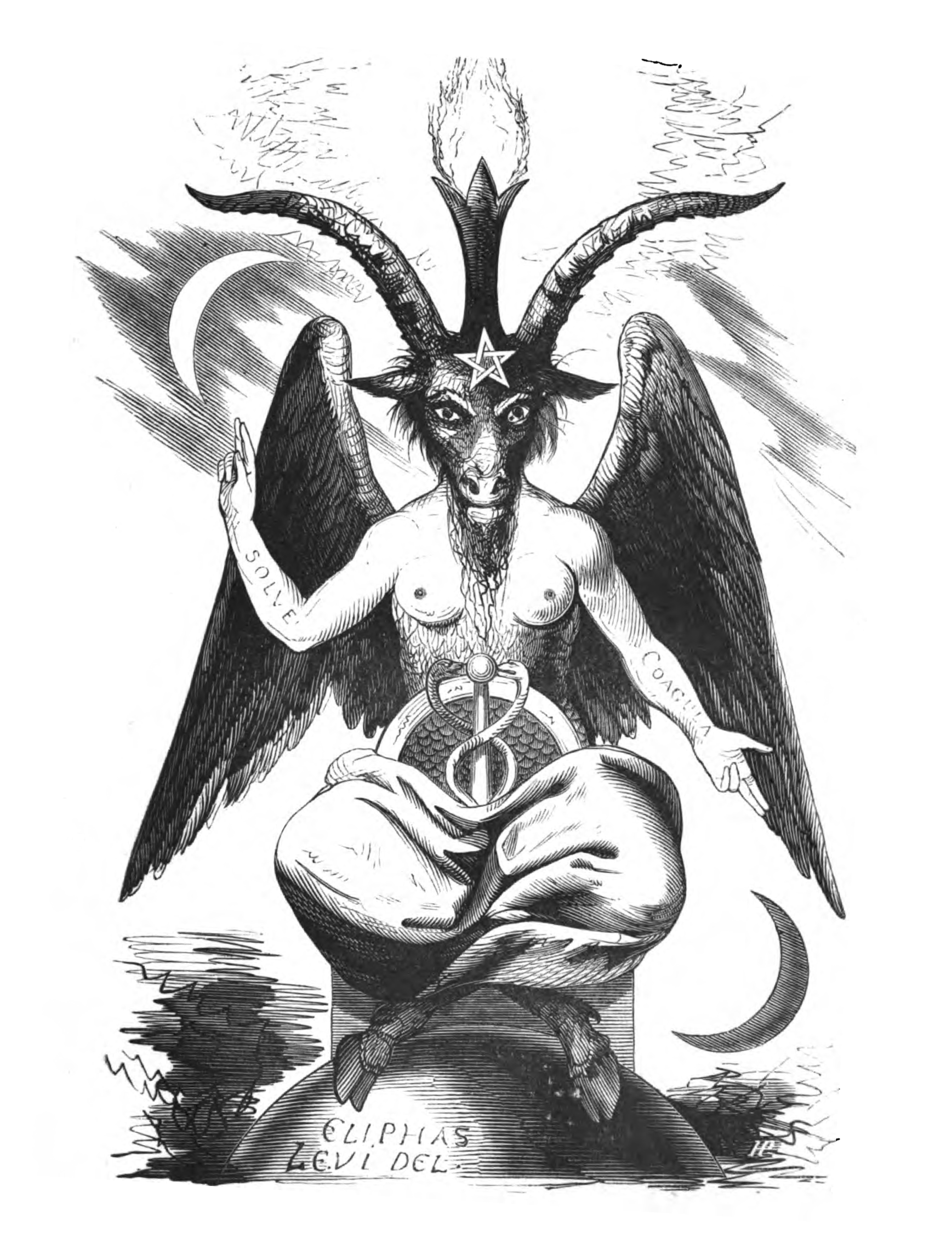
رسم للماعز السبتية (بافومت) عام 1856.

ظهر اسم بافومت في يوليو عام 1098 مكتوبًا في رسالة لجندي الحملات الصليبية أنسلم الربمونتي:
وفي الغد، لما طلع الفجر، دعوا بافوميث بأصوات عالية؛ ونتوسل إلى ربنا في قلوبنا ونهاجمهم ونطرد الجميع من أسوار المدينة.
حين طلعت شمس اليوم التالي، دعَوْا بصوتٍ عالٍ بافومت، وصلّينا بصمتٍ في قلوبنا لله، ثم هاجمناهم وألجأناهم إلى خارج أسوار المدينة.
يروي رايموند الأغويلري، وهو مؤرخ للحملة الصليبية الأولى، أن الشعراء المتجولين كانوا يسمّون نبي الإسلام محمّدًا بافومت، وكانوا يسمون المساجد بافوماريات. يتفق العلماء المعاصرون على أن اسم بافومت كان تحريفًا فرنسيًا قديمًا لاسم «محمد»، حيث اعتقد مسيحيو الغرب في العصور الوسطى أن المسلمين كانوا وثنيين ويعبدون محمد كإله،  وأصبح محمد في اللغة الإنجليزية "mammet" أي معبودًا أو إلهًا مزيفًا، ظهر اسم بافومت بعد ذلك في نحو عام 1195 في القصائد الأوكيتانية التي كتبها الشاعر الجوال جافاودان، وسماها "Senhors, per los nostres peccatz". وفي نحو عام 1250، ظهر الاسم في قصيدة ترثي هزيمة الحملة الصليبية السابعة، كتبها أوستورك داورلاك. «دو بافومت» أيضًا اسم واحد من الفصول الأربعة الباقية من ترجمة أوكيتانية لأقدم أعمال رامون لول، المسمى "Libre de la doctrina pueril" (أي: «متحرر من العقيدة الطفولية»).

عندما قمع الملك فيلب الرابع الفرنسي تنظيم فرسان المعبد القروسطي، في يوم الجمعة الثالث عشر من أكتوبر عام 1307، أسَر فيليب كثيرًا من فرسان المعبد الفرنسيين في وقت واحد، ثُم عُذّبوا حتى يعترفوا. اتُّهم فرسان المعبد بأكثر من مئة تهمة، منها الهرطقة والعلاقات المثلية، والبصق والتبوّل على الصليب واللواط (السدوميّة). معظم هذه التهم مريب، لا سيما أنها كانت التهم نفسها التي وُجّهت إلى الكاثاريين وكثير من أعداء الملك فيليب، وقد كان خطف البابا بونيفاس الثامن من قبل واتهمه بالتهم نفسها تقريبًا. ولكن مالكوم باربر مع هذا لاحظ أن المؤرخين «استصعبوا أن يقبلوا أن حدثًا بهذا الكبر ليس إلّا افتراءً». يقول سين مارتن إن وثيقة «تشينون بارشمنت تشير إلى أن فرسان المعبد بصقوا على الصليب حتمًا»، وفي رأيه أن هذه الأفعال كانت النية منها تمثيل نوع الإذلال والتعذيب الذي سيتلقاه جندي الحملة الصليبية إذا وقع في أسر السرسنيين، وكان هذا لأنهم يتعلّمون كيف يرتدّون عن دينهم «بالعقل فقط لا بالقلب». كذلك اقترح مايكل هاغ أن عبادة بافومت الظاهرية كانت لا شكَّ جزءًا من طقوس الانضمام إلى فرسان المعبد.
ورَد في لائحة الاتهام التي نشرتها محكمة روما، «أنّهم كان لهم أوثان في كل المحافظات، أي رؤوس، بعضها له ثلاثة وجوه، وبعضها له وجه واحد، وأحيانًا هي جماجم بشرية... وأنهم في اجتماعاتهم، ولا سيما في اجتماعاتهم الكبيرة، كانوا يعبدون الوثَن كأنه إله، وكأنه مخلّصهم، ويقولون إن هذا الرأس سوف يحفظهم، وإنه هو الذي منح تنظيمهم كل هذه الثروة، وهو الذي جعل الأشجار تزهر، والنبات على وجه الأرض ينمو».

— ميكيليت جولز (تاريخ فرنسا)
ظهر اسم بافومت في عديد من هذه الاعترافات. كتب بيتر بارتنر في كتابه المكتوب عام 1987 والمسمى فرسان المعبد وأسطورتهم: «في محاكمة فرسان المعبد كانت واحدةً من تهمهم الرئيسة عبادتهم المزعومة لرأس وثن يسمى بافومت (بافومت = الشخص الذي لا يتغير)». اختلف وصف المعبود هذا من اعتراف إلى آخر. نفى بعض فرسان المعبد أي معرفة به. أما البعض الآخر، فوصفه تحت التعذيب إما بأنه رأس مقطوع أو قطة أو رأس له ثلاثة وجوه. كان عند فرسان المعبد عدة رؤوس مذهَّبة فضية يدّخرونها، منها واحد مكتوب عليه "capud lviii" (أي الرأس رقم 58)، ورأس آخر يقال إنه للقديسة يوفيميا، ورأس ثالث يمكن أن يكون رأس هيوغز دو بايين. كان اتهام الفرسان بعبادة إله اسمه بافومت خاصًّا بهم. تقول كارن رولز، مؤلفة موسوعة فرسان المعبد، إنه من المهم أنه «ما من دليل محدد على بافومت يظهر في حكم المعبد ولا في أي وثيقة من وثائق فرسان المعبد في القرون الوسطى».
قال غوسراند دو مونبيزان، وهو فارس من بروفانس، إن رئيسهم أظهر لهم وثنًا في شكل بافومت، ويصفه فارس آخر اسمه رايموند روبي بأنه رأس خشبي مرسوم عليه صورة بافومت، ويضيف أنه «عبده بتقبيل قدميه، والدعاء ‹يالّا›، وهي كلمة حسب تعبيره مأخوذة من السرسنيين». وقال فارس من فلورنسا إنه في اجتماعات التنظيم السرية، قال أحد الإخوة لأخيه بعد أن أظهر له الوثن «اعبد هذا الرأس، هذا الرأس هو ربّك ومحمّدك».

— توماس رايت، «عبادة القوى التوليدية»
يتفق العلماء المعاصرون على أن اسم بافومت تحريف فرنسي قديم لاسم محمد، ويكون تفسيرهم عند ذلك أن بعض فرسان المعبد، خلال احتلالهم العسكري الطويل للبلدان الصليبية، بدأوا يدمجون أفكارًا إسلامية في نظام اعتقادهم، وقد شاهد هذا المحققون ووثقوه بوصفه هرطقة. ولكن ألين ديمورغر يرفض فكرة تبنّي فرسان المعبد لعقائد أعدائهم. كتبت هيلين نيكلسن أن هذه التهم أساسًا «متلاعَب بها»، إذ اتُّهم فرسان المعبد بأنهم «قصّاصون مسلمون». كان المسيحيون في القرون الوسطى يعتقدون أن المسلمين وثنيون وأنهم يعبدون محمدًا وهو إلههم، ثم أصبحت كلمة محمد في الإنكليزية mammet، وتعني الوثن أو الإله الزائف (راجع الآراء المسيحية القروسطية في محمد). نُسبت الوثنية هذه إلى المسلمين في كثير من أغاني البطولة. فعلى سبيل المثال، يوجد في قصيدة بروفنسية عن حياة القديس أونورات اكتملت في عام 1300، ذكر إلهين هما بافوم وترافاغان. في أغنية سيمون بويل، المكتوبة قبل عام 1235، ذُكر وثنٌ سرسني وسُمي بافومتز.

## تأثيلات بديلة
يقول العلماء المعاصرون ومعجم أوكسفورد الإنكليزي إن أصل كلمة بافومت نسخة فرنسية قديمة محرفة عن كلمة محمد، ولكن يقترح آخرون تأثيلات أخرى.
يقول بيير كلوسوسكي في كتابه البافومت (1965 طبعة ميركور دو فرانس، باريس، ترجمتها إلى الإنكليزية صوفي هوكس ونشرت عام 1988): «للبافومت تأثيلات عديدة، وفي اسمه ثلاثة حروف رئيسة يُقال إنها ترمز إلى باسيليوس فيلوسوفورم ميتالوريكم، أي سيادة فلاسفة المعادن، أي فلاسفة المخابر الكيميائية التي يُزعَم أنها أُسِّست في اجتماعات عديدة للمعبد، تعود الخنوثة في طبيعة الشخصية على ما يبدو إلى آدم قدمون (آدم القديم) الذي آمن به الكلدانيون، ويجده المرء في « كتاب الزوهار » (الصفحتان 164، و165).